# Brianna Love
Brianna Love (Fresno, California; 14 de marzo de 1985) es una actriz pornográfica estadounidense retirada.

## Carrera
Actuó solo en escenas lésbicas durante su primer año en el cine porno, trabajando exclusivamente para Red Light District Video durante dos años antes de tener libertad para firmar por cualquier productora. Durante su contrato con Red Light District, Love fue entrevistada sobre su llegada a la industria del porno en News Central por Morris Jones.
Ha llegado a grabar más de 400 películas como actriz. Desde 2007 también apareció en films como Brianna Love Is Buttwoman y Brianna Love: Her Fine Sexy Self. Con estas apariciones, Brianna Love tiene un papel de protagonista, apareciendo a menudo en las portadas de las películas. Tras entrar al cine porno, Brianna dio a luz a una niña. Finalmente se retira de la actuación en el año 2009.

## Premios y nominaciones
| Año  | Premio           | Resultado | Categoría                                    | Película                         |
| ---- | ---------------- | --------- | -------------------------------------------- | -------------------------------- |
| 2005 | Premios CAVR     | Nominada  | Nueva estrella del año                       | —                                |
| 2007 | Premios AVN      | Nominada  | Mejor escena de sexo de chicas – Video       | Girls Love Girls                 |
| 2007 | Premios CAVR     | Nominada  | Estrella del año                             | —                                |
| 2008 | Premios AFWG     | Ganadora  | Nena de culo grande del año                  | —                                |
| 2008 | Premios AVN      | Nominada  | Artista femenina del año                     | —                                |
| 2008 | Premios AVN      | Nominada  | Mejor actriz – Video                         | Brianna Love: Her Fine Sexy Self |
| 2008 | Premios AVN      | Ganadora  | Mejor actuación provocadora                  | Brianna Love: Her Fine Sexy Self |
| 2008 | Premios AVN      | Nominada  | Mejor escena de sexo anal – Video            | Filth Cums First                 |
| 2008 | Premios AVN      | Nominada  | Mejor escena de sexo en grupo – Video        | Naked Aces 2                     |
| 2008 | Premios AVN      | Nominada  | Mejor escena de sexo en pareja – Video       | Brianna Love Is Buttwoman        |
| 2008 | Premios AVN      | Nominada  | Mejor escena de sexo oral – Video            | Brianna Love Is Buttwoman        |
| 2008 | Premios AVN      | Nominada  | Mejor escena de sexo oral – Video            | I Wanna Get Face Fucked 4        |
| 2008 | Premios F.A.M.E. | Nominada  | El culo favorito                             | —                                |
| 2008 | Premios F.A.M.E. | Nominada  | Estrella anal favorita                       | —                                |
| 2008 | Premios F.A.M.E. | Nominada  | Estrella femenina favorita                   | —                                |
| 2008 | Premios F.A.M.E. | Nominada  | Estrella oral favorita                       | —                                |
| 2008 | Premios F.A.M.E. | Nominada  | La chica más sucia del porno                 | —                                |
| 2008 | Premios FICEB    | Nominada  | Premio Ninfa: Mejor actriz                   | Brianna Love: Her Fine Sexy Self |
| 2008 | Premios FICEB    | Nominada  | Premio Ninfa: Secuencia de sexo más original | Brianna Love: Her Fine Sexy Self |
| 2008 | Premios Orgazmik | Nominada  | El mejor atractivo                           | —                                |
| 2008 | Premios Urban X  | Nominada  | Mejor estrella interracial                   | —                                |
| 2008 | Premios XBIZ     | Nominada  | Artista femenina del año                     | —                                |
| 2008 | Premios XRCO     | Nominada  | Analista orgásmica                           | —                                |
| 2008 | Premios XRCO     | Nominada  | Artista femenina del año                     | —                                |
| 2009 | Premios AVN      | Ganadora  | Mejor escena de sexo en grupo de chicas      | Cheerleaders                     |
| 2009 | Premios AVN      | Nominada  | Mejor escena de sexo en pareja               | Manhandled 3                     |
| 2009 | Premios AVN      | Nominada  | Mejor escena de sexo en trío                 | Cock Pigs                        |
| 2009 | Premios F.A.M.E. | Nominada  | El culo favorito                             | —                                |
| 2009 | Premios F.A.M.E. | Nominada  | Estrella anal favorita                       | —                                |
| 2009 | Premios F.A.M.E. | Nominada  | Estrella oral favorita                       | —                                |
| 2010 | Premios F.A.M.E. | Nominada  | El culo favorito                             | —                                |